# Igreja de São Francisco Xavier (Macau)

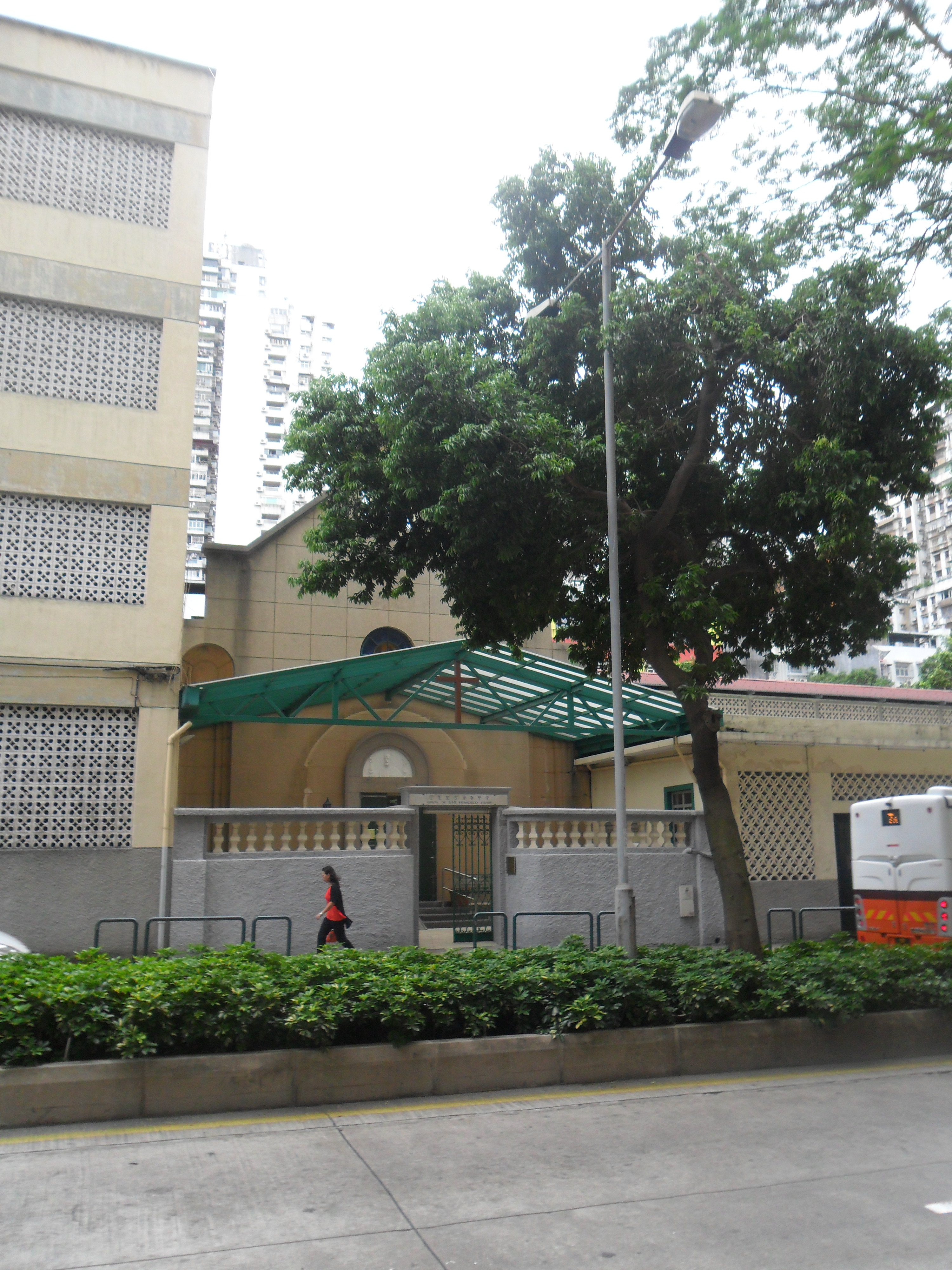
A Igreja de São Francisco Xavier

A Igreja de São Francisco Xavier foi construída em 1907, reconstruída em 1938, expandida em 1951 e renovada em 1999. Esta igreja católica está anexa ao Asilo de São Francisco Xavier, operado actualmente pela Cáritas de Macau e destinado aos idosos. Este pequeno local de culto fica próximo do Monte de Mong-Há, Macau. O interior é simples e tranquilo e o altar é de mármore preto. As portadas trabalhadas ao longo das paredes abrem para pátios e jardins.
Ela é a igreja matriz da Paróquia de São Francisco Xavier (Mong-Há).